# 氯化铝钛
氯化铝钛（Titanium aluminium chloride），分子式Ti3AlCl12。分子量596.12。

## 制备及性质
由铝与过量的四氯化钛在反应干燥器内，在常压和沸点温度下进行反应得到。
{\displaystyle {\rm {\ 3TiCl_{4}+Al\rightarrow Ti_{3}AlCl_{12}}}}
它和四氢呋喃在70 °C回流反应，可以额得到浅蓝色的TiCl3(THF)3。

## 用途
用作丙烯聚合的主催化剂。